# پوودنگتسا
پوودنگتسا (به لهستانی:  Płudnica) یک روستا در لهستان است که در گمینا ایوژا واقع شده‌است.